# Jarszewko
Jarszewko (do 1945 Jassow am Haff) – wieś w północno-zachodniej Polsce, położona w województwie zachodniopomorskim, w powiecie goleniowskim, w gminie Stepnica.
Według danych z 31 grudnia 2009 r. wieś zamieszkiwały 72 osoby.
Znajduje się ok. 1,5 km od brzegów Zalewu Szczecińskiego, położona w Dolinie Dolnej Odry, między terenami podmokłych łąk nadzalewowych i lasów sosnowych Puszczy Goleniowskiej, ok. 14 km na północny wschód od Stepnicy, na zachód od drogi prowadzącej do Wolina.

## Historia
W latach 1975–1998 miejscowość położona była w województwie szczecińskim.
Obecny układ przestrzenny uległ przekształceniu w niewielką wielodrożnicę. Zabudowa Jarszewka pochodzi głównie z początków XX wieku, są to budynki murowane, bez wartości zabytkowej. Folwark, podobnie jak wiatrak, został zburzony. Po obu budowlach nie ma śladów. Wieś jest doskonałym miejscem wypoczynkowym dla osób preferujących spokój. W ostatnich latach buduje się tutaj wiele nowych domów mieszkalnych. Na zachód od wsi, nad zalewem, znajduje się plaża, a wody są tutaj wyjątkowo czyste. Okoliczne tereny są atrakcyjne również pod względem przyrodniczym i turystycznym (myślistwo, turystyka piesza i rowerowa).